# セルギウス・ジメルカ
セルギウス・ジメルカ（Sergiusz Żymełka、1991年4月10日 - ）は、ポーランドのワルシャワ出身の俳優。
1998年に子役として映画デビューし、その後すぐにコメディドラマのRodzina Zastępczaへのレギュラーに抜擢された。

## 主な作品
- ボスニアの青い空 Tam, gdzie żyją Eskimosi (2001)